# Tara Campbell
Tara Campbell, född 21 juli 1983 i Montréal, är en kanadensisk vattenpolospelare. Hon tog VM-brons i samband med världsmästerskapen i simsport 2005 i Montréal och VM-silver i samband med världsmästerskapen i simsport 2009 i Rom.
Campbell tog silver i damernas vattenpoloturnering i samband med panamerikanska spelen 2007 i Rio de Janeiro och på nytt i samband med panamerikanska spelen 2011 i Guadalajara.